# Pontemanco
Pontemanco è una località del comune di Due Carrare, nella provincia di Padova, in Veneto.
Sviluppatosi già nel XIII secolo lungo le sponde del canale Biancolino, il borgo è documentato per la prima volta nel testamento di Marsilio da Carrara del 1338, con riferimento ai Mulini di Pontemanco.

## Storia
Pontemanco – in origine Ponte Manco, plausibilmente perché fino all'inizio del XVI secolo non era ancora stato costruito il ponte – lega la sua storia alla presenza di mulini costruiti per sfruttare le acque del Biancolino, canale fatto derivare dal canale Battaglia che va ad immettersi nel canale di Cagnola. Prima della realizzazione del canale Battaglia (1201) nel letto dell'attuale Biancolino scorreva il Rialto che raccoglieva le acque orientali dei colli Euganei. Bisogna inoltre menzionare che il territorio carrarese è stato il luogo di origine della potente signoria dei Da Carrara.
A Pontemanco i carraresi avevano creato due postazioni di mulini che tritavano granaglie. Se ne ha la certezza già dal 1338, quando vengono citati nel testamento di Marsilio da Carrara. Le granaglie macinate, poi, venivano trasportate per via fluviale essendo la località di Pontemanco un posto determinante nel sistema di navigazione interno lungo la direttrice Venezia-Chioggia-Padova. In questa località la presenza del "salto", di un dislivello, lungo il corso dell'acqua permise la nascita di una fiorente attività di macinazione su pietra, che crebbe e si consolidò nel corso dei quasi quattro secoli successivi. Le granaglie lavorate qui venivano trasportate per via fluviale, per mezzo di imbarcazioni a traino, i "burchi", che poi nel canale di Battaglia prendevano la via verso Venezia insieme alla trachite scavata e raccolta sui colli Euganei. Da qui i mulini svilupparono la loro influenza ed il loro numero di ruote, fino ad arrivare a dodici nel 1539.
Durante la seconda guerra mondiale, all'interno di villa Grimani, si insediarono delle truppe tedesche. La storia racconta che il prete di Carrara San Giorgio, don Gaetano Torresin, il 27 aprile 1945 riuscì a salvare circa una sessantina di uomini dall'imminente procedura d'esecuzione. Due famiglie ebree furono tenute nascoste dalle famiglie di Pontemanco nella soffitta del giusto tra le nazioni Guerrino Brunazzo.

## Monumenti e luoghi d'interesse

### Architetture religiose

#### Oratorio della Santissima Annunciata

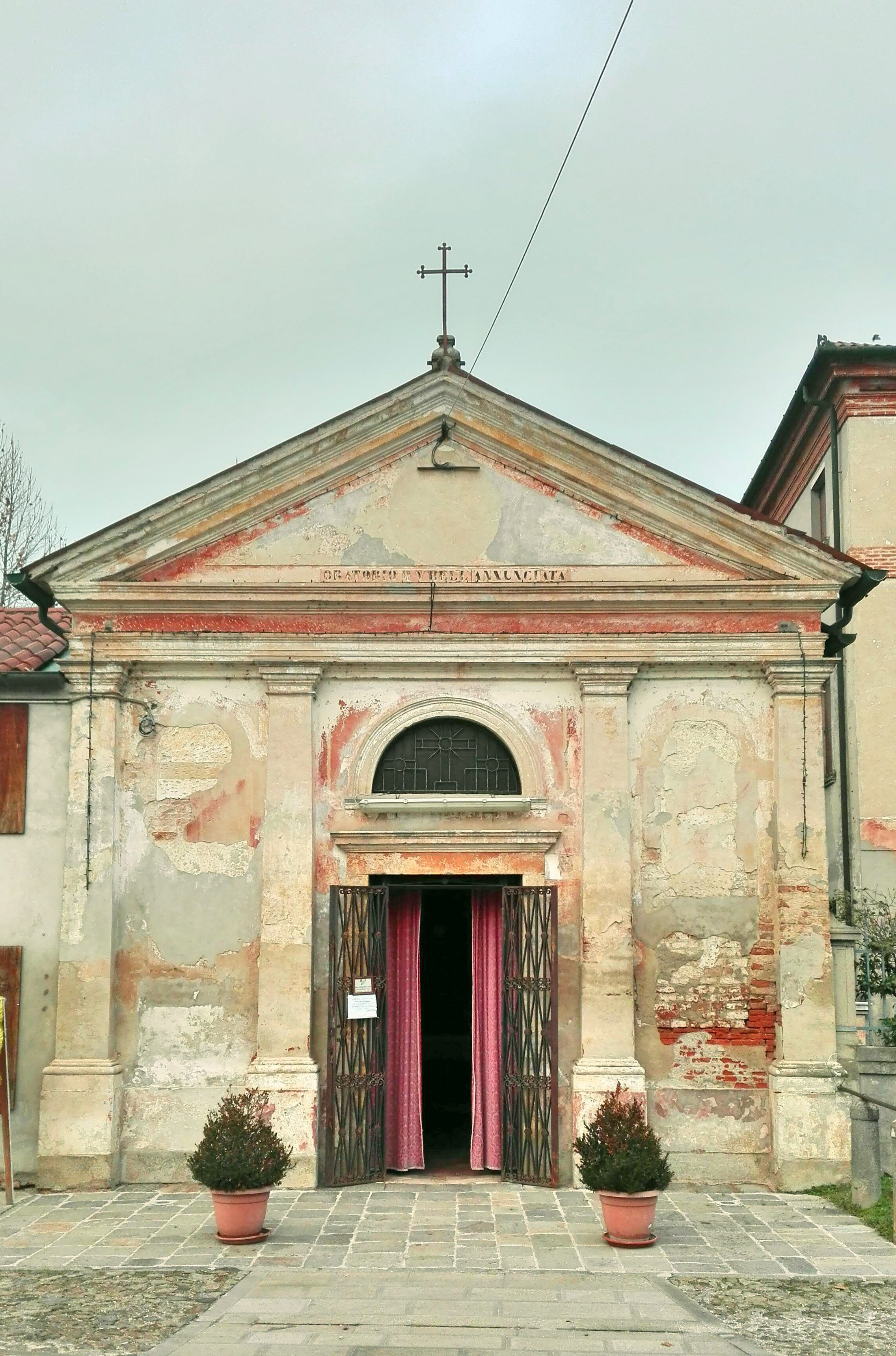
L'oratorio della Santissima Annunciata.

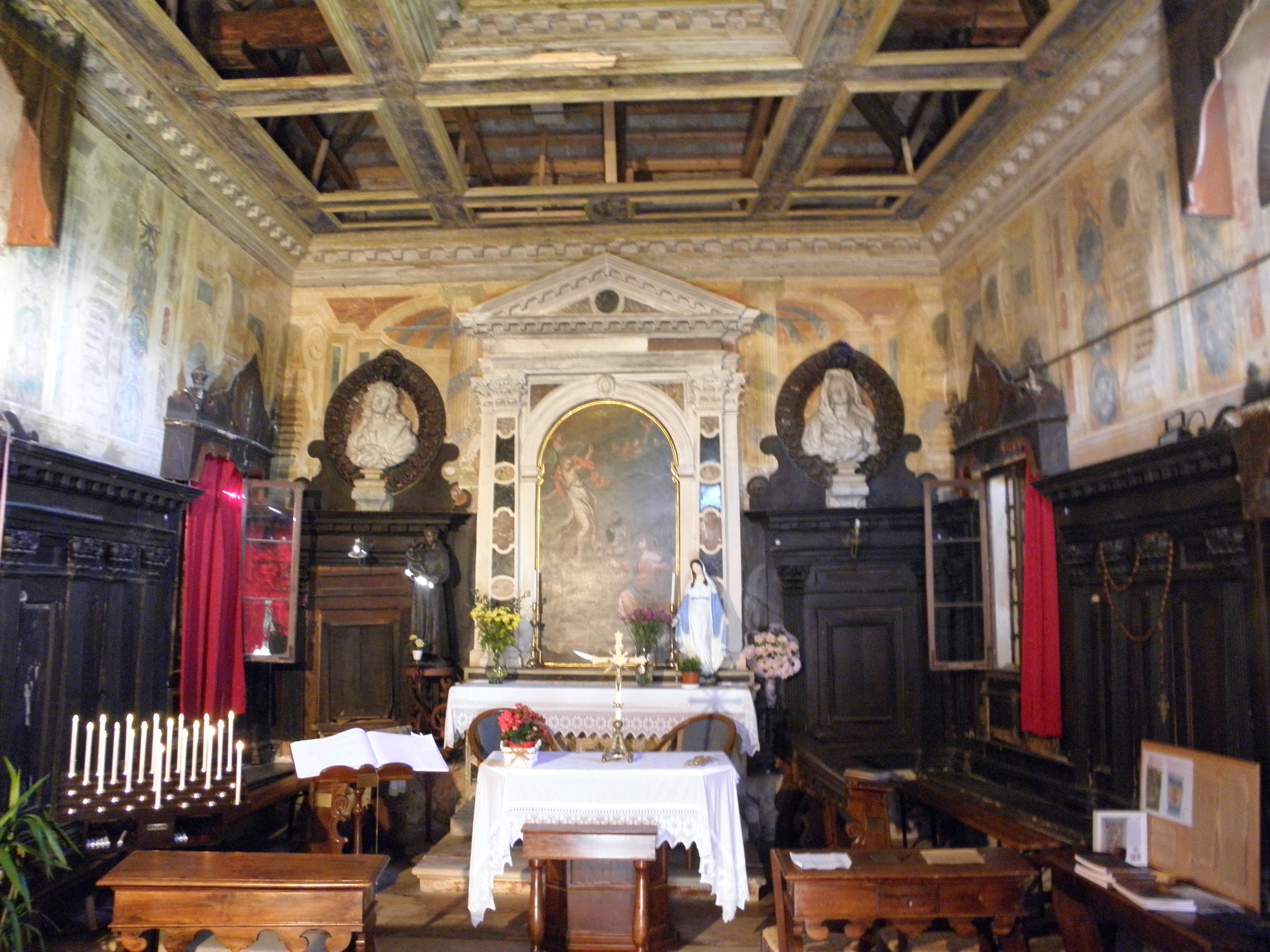
L'interno dell'oratorio della Santissima Annunciata.

A Pontemanco è situato l'oratorio della Santissima Annunciata, presso la villa Pasqualigo-Grimani-Fortini. All'interno sono custoditi affreschi del XVI secolo di un anonimo pittore quadraturista e due mezzi busti, Madonna e Cristo, probabilmente della scuola di Giusto Le Court.
L'oratorio fu fatto erigere dalla famiglia Pasqualigo e venne dedicato alla Beata Vergine Annunciata. L'ultimo discendente della famiglia Pasqualigo lo lasciò alla nobile famiglia veneziana dei Grimani di San Polo di Venezia. Oggi l'oratorio è proprietà della Curia diocesana di Padova. L'edificio è citato per la prima volta nella visita vescovile del 1595. In quella circostanza la piccola chiesa, definita «Oratorium Annunciatae de villa Pontis Manci de Pasqualighi», risulta dotata di un unico altare, una croce, suppellettili e reliquie. Una sommaria documentazione grafica dell'oratorio è offerta dalla mappa del 1642 riproducente il borgo di Pontemanco, custodita all'Archivio di Stato di Venezia. Nella visita vescovile del 1668 si parla di un «oratorium publicum de jure n. h. virorum de Pasqualigo patriciorum venetianorum sub ecclesia Sancti Georgi villae Carrariae». L'oratorio dunque, pur essendo proprietà dei Pasqualigo e affidato alle loro cure, era pubblico, e perciò a tutti accessibile dalla strada, nonché provvisto di titolo, altare fisso, reliquie, campana, al pari, per restare in zona, degli oratori dei Bon nella stessa Pontemanco, dei Dolfin alla Mincana, dei Bragadin a Carrara Santo Stefano, degli Urban a Mezzavia. L'importanza dell'oratorio era accresciuta anche dalla mancanza a Pontemanco di una chiesa parrocchiale, della quale l'oratorio, dipendente dalla chiesa di San Giorgio di Carrara, faceva in qualche modo le veci. Durante la visita vescovile del 1668 si ordina di sistemare e ornare l'altare dell'oratorio secondo le disposizioni sinodali di Gregorio Barbarigo del 1667. Nel 1734 viene fatta erigere alla sommità della chiesetta una croce. Nella visita del 1781 infine l'oratorio risulta essere passato in proprietà dei Grimani.
L'edificio, molto semplice, è a pianta rettangolare. L'interno si presenta con il suo apparato decorativo barocco integro, costituito da affreschi alle pareti, soffitto ligneo dipinto, stalli lungo tutto il perimetro interno, la via crucis, altare marmoreo con pala e due bellissimi busti marmorei. Le pareti sono percorse da una fascia dipinta con motivi di finta architettura, a trompe-l'œil: in particolare, una serie di modiglioni intervallati da paraste di marmo rosso e da festoni vegetali sospesi a protomi leonine, fanno vista di sorreggere la cornice dentellata del soffitto ligneo. Dietro brevi balaustre si notano due finestre: una chiusa, l'altra appena aperta. Da una terza finestrella, protetta da una grata di legno, un personaggio si affaccia con in mano una corona del rosario. Gli affreschi sono eseguiti mediante l'uso reiterato del cartone come testimoniano i profili fortemente incisi delle membrature architettoniche. L'anonimo quadraturista si era probabilmente formato in uno dei tanti cantieri impegnati fin dal Cinquecento nella decorazione di ville e palazzi dell'entroterra veneto. Semplice è l'altare marmoreo classicheggiante, con paraste corinzie e paliotto intarsiati con marmi policromi. I pezzi di qualità più alta sono senz'altro i due busti marmorei della Madonna e di Cristo posti a fianco dell'altare. Le opere mostrano caratteri pienamente barocchi, e in particolare rimandano all'ambito di Giusto Le Court. L'ottima fattura fa anzi pensare a un diretto intervento del maestro, che, attivo in importanti cantieri veneziani, potrebbe essere stato richiesto dei due busti da qualcuno dei nobili Pasqualigo. Concorrono all'unità dell'ambiente anche gli eleganti stalli lignei classicheggianti (scanditi da paraste composite che percorrono tutta la parte bassa delle pareti) e le decorazioni di legno dipinto che incorniciano porte e finestre.

### Architetture civili

#### Mulini di Pontemanco

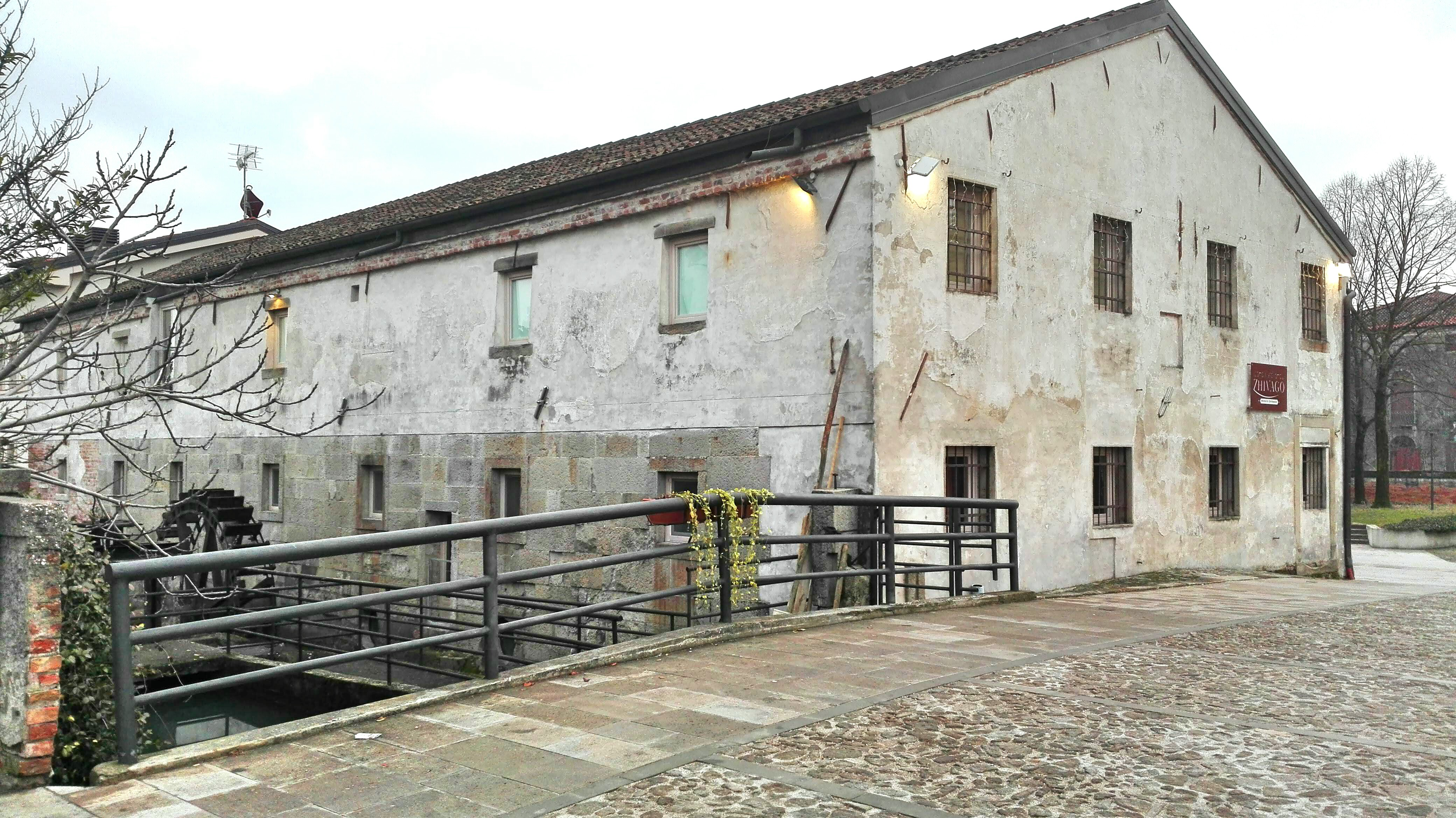
Il Mulino destro del Borgo di Pontemanco nel 2018

Pontemanco ha una storia legata ai due mulini che hanno smesso di funzionare dopo la Seconda Guerra Mondiale. Questi mulini erano situati di fronte l'uno all'altro vicino al canale Biancolino e insieme avevano dodici ruote. Due documenti del XV secolo relativi a Pontemanco sono conservati presso l'Archivio di Stato di Padova si tratta di due mappe risalenti al 1466 e al 1477, realizzate su pergamena con inchiostro bruno e colori ad acquerello. I documenti registrano la divisione delle proprietà ereditate da Marco Morosini e sono importanti per comprendere l'evoluzione urbana di Pontemanco. Dopo l'acquisizione del territorio dalla famiglia Morosini tramite asta pubblica, il borgo si sviluppò notevolmente grazie alla bonifica e all'industrializzazione, specie dopo la costruzione dei mulini che sfruttavano il canale Biancolino. Questo canale, deviato dal canale di Battaglia a Mezzavia, ha giocato un ruolo fondamentale nello sviluppo economico e urbanistico della zona. Nel 1466, la mappa dettaglia il dislivello della quota del Biancolino, essenziale per i mulini, poiché la sua forza motrice faceva funzionare le ruote dei mulini. Nel 1477, le mappe mostrano cambiamenti nel territorio: case in muratura con tetti in coppi e casoni con tetti in paglia, riflettendo la ricchezza generata dall'attività dei mulini. La chiusa, essenziale per la forza idraulica, fu rinforzata e modernizzata entro il 1477 per adattarsi alle esigenze dei mulini completati. Le mappe mostrano i mulini in costruzione nel 1466 e attivi nel 1477, con grandi ruote mosse dall'acqua del Biancolino. Le abitazioni circostanti, rappresentate nelle mappe, erano dei lavoratori dei mulini, costituendo il primo nucleo familiare del borgo. I mulini di Pontemanco furono avversati principalmente dai mulini di Mezzavia, situati a monte sullo stesso canale per controllare il flusso d'acqua a loro vantaggio. Nel XIX secolo, vi furono intense dispute per il diritto all'acqua tra i due mulini, risolte infine da una sentenza del re. Nel 1971, il mulino di sinistra fu distrutto in un incendio doloso, segnando la fine dell'attività molitoria. Da allora, il mulino è rimasto inattivo.

#### Villa Pasqualigo-Grimani

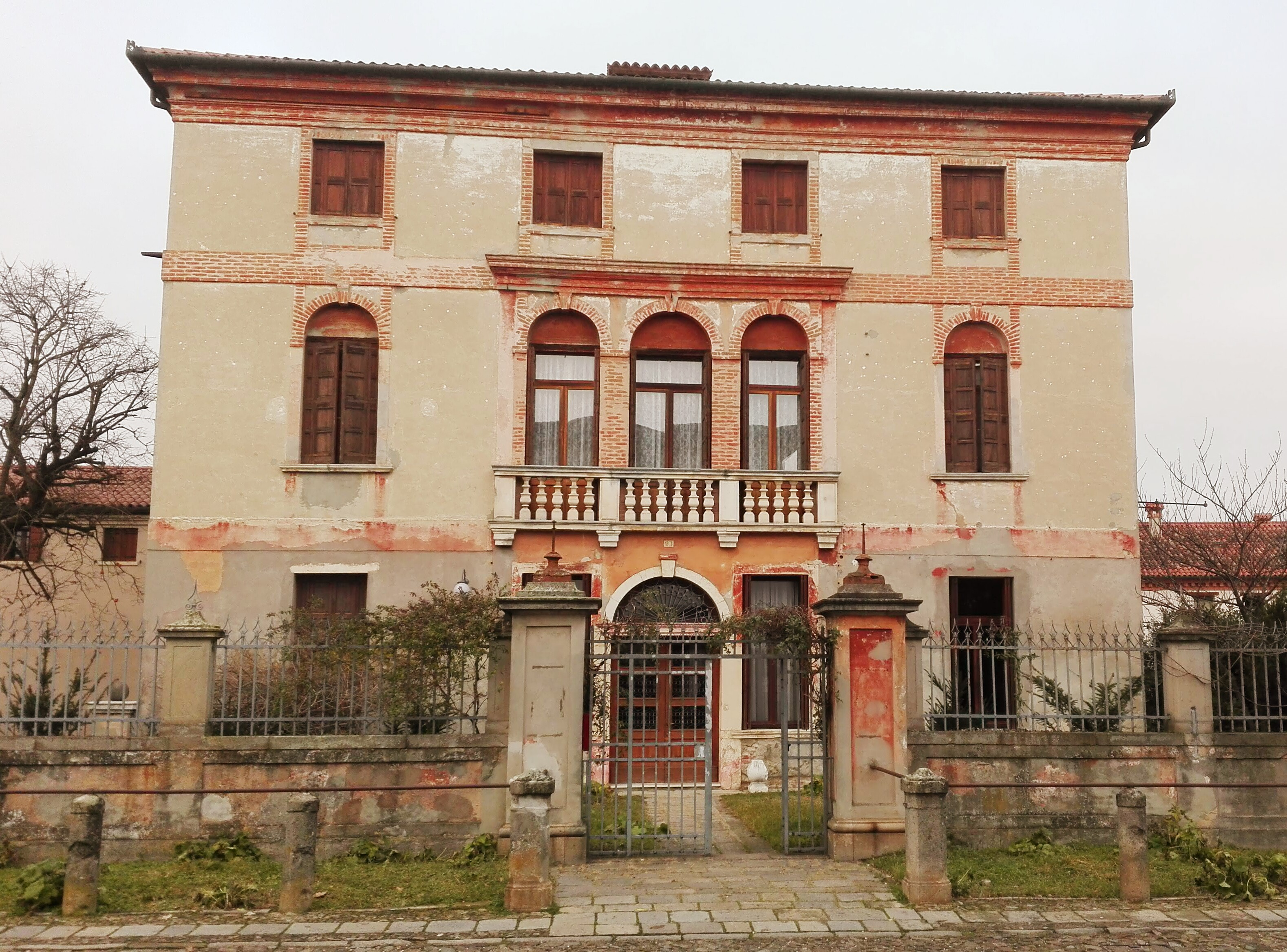
La villa Pasqualigo-Grimani

Nel borgo proprio di fronte al ponte che attraversa il Biancolino, si trova villa Pasqualigo-Grimani, già Cà Pasqualigo, eretta dall'omonima famiglia già prima del 1642 nelle forme classiche della casa padronale veneta: su due piani a schema planimetrico tripartito con salone passante e quattro stanze ai lati; ha camini in pietra e marmo e decorazioni ad affresco. In origine il complesso architettonico era tutt'uno con le case a schiera poste a nord del Biancolino, come si evince da una mappa del XVIII secolo, che rappresentavano probabilmente l'alloggio dei contadini che lavoravano nei fondi della famiglia padronale. Nella facciata spicca la trifora balconata al secondo piano. Dal 1781 la proprietà passa alla famiglia Grimani, patrizia veneziana, che diede vigore all'attività di macinazione potenziando i mulini e regolamentando le vie idrauliche del canale. I Grimani ampliarono l'attuale villa e l'annesso oratorio dell'Annunciata.

#### Villa Sperandio
Nella parte sud di Pontemanco, sulla riva del canale Biancolino, si trova villa Sperandio, circondata da una cinta muraria e costituita da due piani e soffitta. La prima testimonianza della sua esistenza risale all'inizio del XVIII secolo.